# Александровка (Красночикойський район)
Алекса́ндровка (рос. Александровка) — село у складі Красночикойського району Забайкальського краю, Росія. Входить до складу Архангельського сільського поселення.
Стара назва — Александровське.

## Населення
Населення — 133 особи (2010; 136 у 2002).
Національний склад (станом на 2002 рік):
- росіяни — 100 %